# Yanwath and Eamont Bridge
Yanwath and Eamont Bridge – civil parish w Anglii, w Kumbrii, w dystrykcie (unitary authority) Westmorland and Furness. W 2011 roku civil parish liczyła 535 mieszkańców.